# Carapichea guianensis
Carapichea guianensis är en måreväxtart som beskrevs av Jean Baptiste Christophe Fusée Aublet. Carapichea guianensis ingår i släktet Carapichea och familjen måreväxter. Inga underarter finns listade i Catalogue of Life.